# Dalima ochrearia
Dalima ochrearia là một loài bướm đêm trong họ Geometridae.